# Reprezentacja Gwatemali w piłce ręcznej kobiet
Reprezentacja Gwatemali w piłce ręcznej kobiet – narodowy zespół piłkarek ręcznych Gwatemali. Reprezentuje swój kraj w rozgrywkach międzynarodowych.

## Turnieje

### Udział wmistrzostwach Ameryki
| Rok  | Wynik | Źródło |
| ---- | ----- | ------ |
| 1986 | –     |        |
| 1989 | –     |        |
| 1991 | –     |        |
| 1997 | –     |        |
| 1999 | –     |        |
| 2000 | –     |        |
| 2003 | 7.    |        |
| 2005 | –     |        |
| 2007 | –     |        |
| 2009 | –     |        |
| 2011 | –     |        |
| 2013 | –     |        |
| 2015 | 12.   |        |
| 2017 | 10.   |        |